# Alpina Savoie
Pour les articles homonymes, voir Alpina.
Alpina Savoie est une entreprise française spécialisée dans le secteur agroalimentaire et plus particulièrement dans la production de pâtes.
Issue de l'installation d'un premier moulin en 1844 à Chambéry dans l'actuel département de la Savoie (à cette époque duché de Savoie au sein du royaume de Sardaigne), celui-ci est ensuite modernisé par Antoine Chiron afin d'initier la production de pâtes en 1892, faisant d'Alpina Savoie le plus ancien semoulier-pastier français.
L'actuelle société Alpina Savoie est créée en 2003 à l'issue de la fusion entre Chirons-Moulins de Savoie et sa filiale C. Richard - Pâtes Alpina.
Elle est le quatrième producteur français de pâtes et le premier producteur de pâtes biologiques depuis 2008.
C'est une filiale de Galapagos (le holding de Christian Tacquart) jusqu'à sa revente en 2023.

## Historique

### 1844: les origines
Un moulin fut installé par Antoine Chiron en 1844, à Chambéry. Connaissant plus tard la transition de souveraineté entre le duché de Savoie et la France, les Alpes constituent alors le berceau d’une tradition pastière dû entre autres à une forte présence d'immigrés itialiens.

### 1892: la première fabrique de pâtes
L'entreprise produisit ses premières pâtes en 1892. Au lendemain de la Première Guerre mondiale, en 1918, le moulin de blé tendre est transformé en fabrique de pâtes et semoulerie.

### 2003: fusion avec Chiron-Moulins de Savoie
En 2003, Chiron Moulins de Savoie et sa marque Croix de Savoie devient Alpina Savoie.

## Développement de l'entreprise

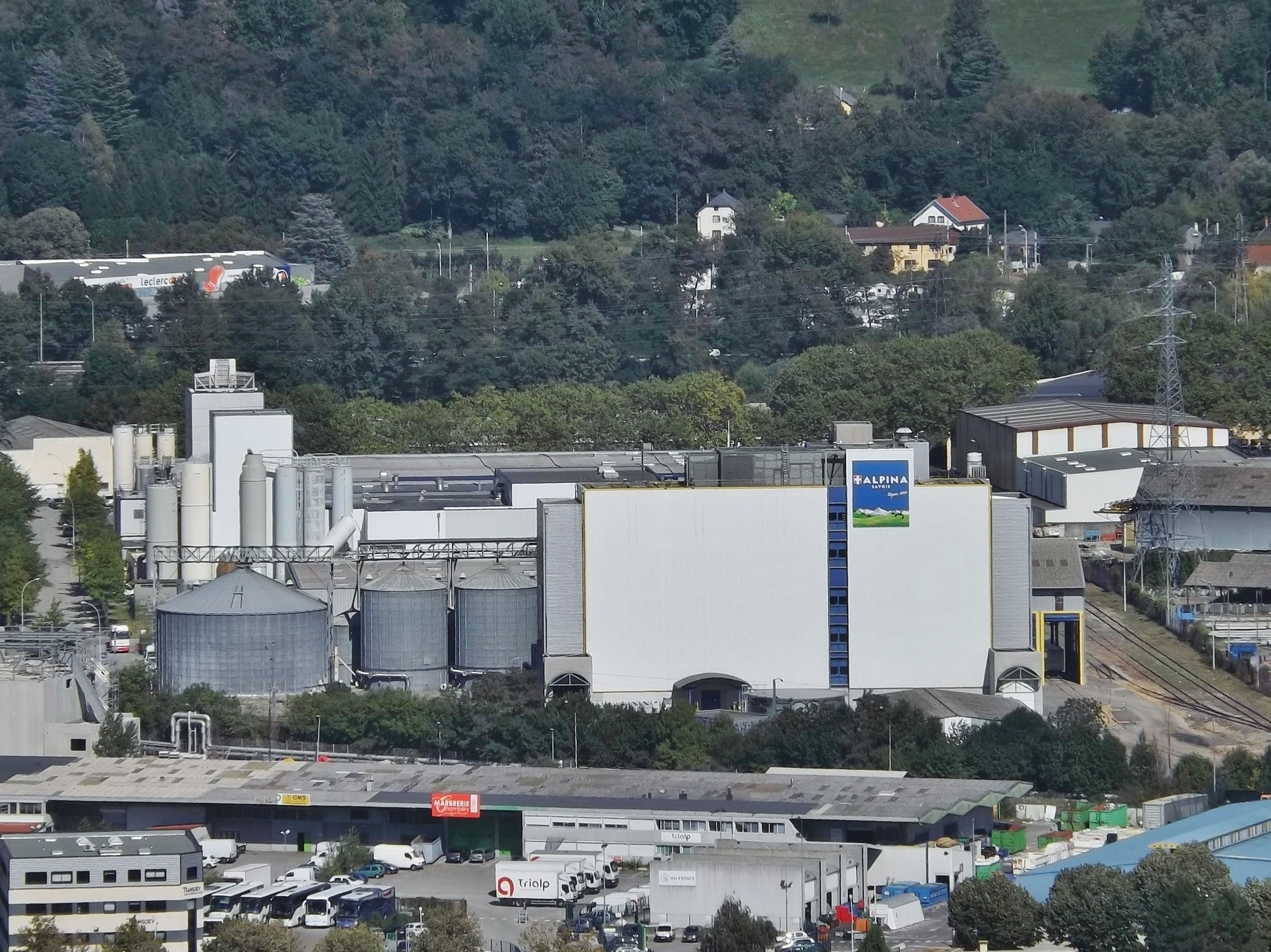
Siège et site de production d'Alpina Savoie à Chambéry (Bissy).

En 1978, elle construit une usine de pâtes et de couscous à Bissy. En 1994, Alpina fait construire un nouveau moulin de blé dur, à l'époque le plus moderne d'Europe, puis obtient en 1997 la norme ISO 9002. En 2003, Alpina Savoie naît de la fusion entre la société Chiron-Moulins de Savoie et sa filiale C. Richard - Pâtes Alpina[source insuffisante].
En 1997, bien avant le changement d’attente des consommateurs en matière de qualité et de sécurité alimentaire, Alpina Savoie engage des partenariats contractuels avec les opérateurs agricoles français (coopératives et privés) permettant la traçabilité à chaque étape, de la parcelle de l’agriculteur à la distribution, du champ de blé à l'assiette : c'est la filière Alpina Savoie.[réf. souhaitée]
En juillet 2007, elle employait 250 personnes sur son site de production de Chambéry. Elle commercialise des pâtes, crozets pour laquelle l'entreprise est particulièrement reconnue, semoule, polenta et couscous en grande distribution, pour la restauration, pour les industries agroalimentaires, etc. sous la marque « Croix de Savoie » ou « Alpina Savoie ».
En 2008, Alpina Savoie devient le premier fabricant français bio de pâtes. Mais cette année là, un plan de sauvegarde de l'entreprise est engagé à cause de l'augmentation des cours du blé dur et d'une trop grande implication dans la fabrication de MdD peu rémunératrices.
En 2009, Alpina Savoie connaît une prise de participation majoritaire par le groupe Galapagos (originaire d'Ille-et-Vilaine), dirigé par Christian Tacquard. La famille Chiron accompagne la reprise de la société jusqu'à fin 2014 qui se recentre sur le crozet. Antoine Chiron (descendant du créateur de l'entreprise) assure toujours la gestion du moulin.  
En septembre 2014, Alpina Savoie fête ses 170 ans d'existence.